# 上原花恋
上原 花恋（うえはら かれん、1993年12月7日 - ）は、日本の元AV女優、元グラビアアイドルである。
神奈川県出身。

## 略歴
2011年、DVD『青春Tバックストーリー』により、デビュー。2012年2月に『Tバックハイスクール』をリリース。同年4月には『コイバナ』をリリースした。同年11月13日、『現役グラドル AV解禁!!』でAVデビュー。
2018年4月に自身のTwitterでAV引退を発表。同年7月11日をもってAV引退。

## 人物
- 祖父母がフランス人とイラン人で、クォーターである[6]。
- 本人曰く、チャームポイントは八重歯である[7]。
- 誕生日は1994年12月1日だとされていたが[1]、1993年12月7日生まれであることを自身のブログで明らかにしている[8]。

## 作品

### イメージDVD
- 青春Tバックストーリー（2011年12月、スパイスビジュアル）
- Tバックハイスクール（2012年2月、メディアブランド）
- コイバナ（2012年4月、デジプラン）

### アダルトビデオ
2012年
- 現役グラドル AV解禁!!（11月13日、ムーディーズ）
- 極限露出で男漁り 上原花恋（12月13日、ムーディーズ）

2013年
- 出会い系サイトで知り合った素人ハーフ娘（1月17日、グローリークエスト）
- 「ナマで入っちゃった!」オイル素股でチ○ポをマ○コに擦りつけていたら、気持ち良すぎて生挿入!中出しセックスまでヤッちゃった風俗嬢たちSS-007（2月7日、グローリークエスト）
- ハーフ美少女セクハラ工場（2月21日、グローリークエスト）
- お尻に出した娘一等賞（3月22日、バルタン）
- 視姦フェラチオ～ガン見で虐めて煽って脳内も股間も大発射～（5月17日、SEX Agent）
- 手コフェラ倶楽部02（5月17日、SEX Agent）
- 寝取られた美人ハーフ若妻～中年男と濃厚接吻～ 上原花恋（6月6日、ヒビノ）
- 元着エロアイドルのすっごいデカ尻!!（6月10日、MARRION）
- 女子高生の黒ストッキング尻コキ（6月21日、SEX Agent）
- お尻すっごいソープ嬢（8月10日、MARRION）
- 夫の留守に…いやらしい事ばかりする若妻 2 上原花恋（8月15日、ざくろ（サンワソフト））
- オンナ剣士ラフィナ（ドミネーション・陵辱・電マ・ふたなり）（8月23日、GIGA）
- 制服×WQUEEN×M男飼育「調教の虜」5 水澤まお/上原花恋（9月15日、未来 フューチャー）
- 黒ギャル日焼け跡デビュー ハーフ美尻パイパン黒ギャル 上原花恋（10月18日、虎堂）
- あなたがいない間に犯されました…4 上原花恋（11月22日、なでしこ）
- メイドとご主人様 セックス中毒みせつけレズ 小早川怜子 上原花恋（12月13日、U&K）

2014年
- 女子高生オマ○コ見せつけ手コキ 6（1月4日、OFFICE K'S）
- 女子高生オマンコおっぴろげダンス 3（1月4日、OFFICE K'S）
- 黒ギャルフェラコレクション（1月22日、虎堂）
- クラスの性的イジメの黒幕は優等生の美人ギャル生徒会長!!2（2月6日、GARCON）
- 学校でチ●ポを見せつける男たち（2月7日、OFFICE K'S）
- 女子高生のオマ○コ汁 Vol.10（2月7日、OFFICE K'S）
- ギャルボディコンキャットファイト選手権!!（3月6日、GARCON）
- 噂の美人ギャル女医が男性患者のザーメンを搾り取る強制勃起M男クリニック!!（3月6日、GARCON）
- 淫語!寸止め!強制発射!射精管理痴女 4 上原花恋（3月15日、ジャネス）
- 脳内調教!働くお姉さんのM男射精管理とアナルドライオーガズム 4 上原花恋（3月25日、未来 フューチャー）
- 隣のギャルママは十代で鳶職の彼氏とデキ婚してからずっと子育てに追われていたのでああ見えて若い頃ほとんど遊ばずに過ごしてきたらしいのだが最近たまに旦那を見送った朝につまらなそうな溜息を吐いているのを隣室の僕は知っている 上原花恋（3月27日、タカラ映像）
- レズレッスン～third season～（4月13日、U&K）